# Cary Stayner
Cary Anthony Stayner (ur. 13 sierpnia 1961 w Merced) – amerykański seryjny morderca, nazywany Mordercą z Yosemite. Zamordował 4 kobiety w Kalifornii między lutym a lipcem 1999 roku.

## Życiorys
W wieku 3 lat zdiagnozowano u niego trichotillomanię, w wyniku tego zaburzenia kompulsywnie wyrywał sobie włosy z głowy, dlatego był wyśmiewany przez rówieśników. W 1972 roku jego brat – Steven został porwany przez pedofila, Kennetha Parnella i przetrzymywany wraz z innym chłopcem. Obaj uciekli w 1979 roku. Stayner był zazdrosny o sławę jaką zyskał jego brat, w tym czasie zaczął też fantazjować o gwałceniu i zabijaniu kobiet. 26 grudnia 1990 roku wujek Staynera został zastrzelony we własnym domu. Stayner, który wówczas mieszkał z mężczyzną, był podejrzewany o tę zbrodnię, jednak został uniewinniony ze względu na brak dowodów.
15 lutego 1999 roku Stayner zamordował 42-letnią Carole Sund, jej 16-letnią córkę – Julie i koleżankę 16-latki – Silvinę Pelloso. Zbrodni dokonał w hotelu, w którym pracował. Wszedł do pokoju kobiet twierdząc, że musi sprawdzić szczelność rur w łazience. Następnie grożąc bronią związał je. Stayner udusił Carole Sund liną i zastrzelił Silvinę Pelloso, zaś Julie Sund zgwałcił. Związaną nastolatkę oraz ciała zaniósł do samochodu i zawiózł do "Parku Narodowego Yosemite". Tam zamordował dziewczynę i porzucił nad strumieniem. Ciała dwóch pozostałych ofiar zostawił w samochodzie, który podpalił. Zwłoki kobiet odnaleziono po kilku dniach. 21 lipca uprowadził 26-letnią – Joie Armstrong, która pracowała w parku "Yosemite". Kobieta próbowała uciec, lecz Stayner poderżnął jej gardło i porzucił w zaroślach.
Kilka osób widziało samochód w miejscu, w którym zniknęła Joie Armstrong. Policja zidentyfikowała ten pojazd jako należący do Staynera. Aresztowano go 24 lipca 1999 roku. Podczas przesłuchania przyznał się do winy. 12 grudnia 2002 roku Cary Stayner został skazany na karę śmierci przez wstrzyknięcie trucizny. Obecnie oczekuje na wykonanie wyroku w więzieniu San Quentin.